# Aleksandr Volkov (athlétisme)
Pour les articles homonymes, voir Aleksandr Volkov et Volkov.
Aleksandr Nikolaïevitch Volkov (en russe : Александр Николаевич Волков), né le 6 juillet 1976 à Krasnodar, est un athlète russe, spécialiste du sprint (60 et 100 m). Il appartient au club sportif du Lokomotiv et son entraîneur est Mikhail Gladyr.
Ses records personnels sont :
- 60 m :	6 s 60
- 100 m :	10 s 35

## Championnats du monde d'athlétisme
- Championnats du monde d'athlétisme de 2007 à Osaka ( Japon)
  - 6e sur 4 x 100 m (demi-finale) en 39 s 08, meilleur temps de la saison pour la Russie.